# Prostitución en la Francia de ultramar
La prostitución en la colectividad francesa de ultramar varía de una zona a otra en cuanto a extensión y aplicación legal de dicha actividad. Esta denominación comprende todos los territorios administrados por Francia fuera de Europa continental, que cuentan con un estatus legal variable y diferentes niveles de autonomía.

## Regiones de ultramar
Las regiones de ultramar tienen idéntico estatus que las regiones de la Francia metropolitana y rige la legislación gala. La venta de sexo es legal, pero las actividades relacionadas, como la prostitución y el mantenimiento de burdeles, son ilegales. El 6 de abril de 2016, la Asamblea Nacional votó a favor de ilegalizar la compra de servicios sexuales.

### Guayana Francesa
Aunque ilegal, la prostitución en la Guayana Francesa es común, especialmente en las zonas mineras de oro del interior. Algunas personas se ven empujadas a la prostitución por la pobreza. La tasa de VIH es la más alta de cualquier territorio francés, y las trabajadoras sexuales están en riesgo debido al uso inconsistente del preservativo.
Mujeres y niños de Surinam son víctimas del tráfico sexual en la Guayana Francesa.
Aunque los burdeles fueron prohibidos en 1946 por la Loi Marthe Richard, los militares franceses siguieron regentando Bordel militaire de campagne. El último en territorio francés estaba en Kourou, hasta que se cerró en 1995 tras la denuncia por competencia desleal de un proxeneta local.

### Guadalupe
A pesar de la ley, la prostitución existe en Guadalupe. El casco antiguo de Pointe-à-Pitre está tomado por prostitutas dominicanas que ejercen su oficio al anochecer y las casas abandonadas se convierten en burdeles improvisados. La zona de Grand-Baie, en el suburbio de Le Gosier, también es conocida por la prostitución, al igual que Saint-François, donde trabajan muchas prostitutas.
Las prostitutas dominicanas también trabajan en bares de Le Gosier. En mayo de 2017 se desmanteló una red de prostitución dominicana y se detuvo a 16 personas. Los tres cabecillas de la red, dos hombres y una mujer, fueron acusados de proxenetismo y ayuda a la residencia ilegal. La red traficaba con decenas de mujeres dominicanas para trabajar en varios lugares.
La organización Centre Associatif de Santé et d'Accompagnement sur les risques sexuels (CASA), que proporciona apoyo e información a las trabajadoras sexuales, especialmente en el ámbito de la salud sexual, ha pedido la despenalización del trabajo sexual y la apertura de burdeles.
Las prostitutas son conocidas localmente como pangnols.

### Martinica
Las primeras leyes sobre la prostitución en Martinica se aprobaron en la década de 1850. En los años 1930, tras la aparición del turismo y el comienzo de la Segunda Guerra Mundial, se promulgó un nuevo conjunto de leyes. Las nuevas leyes apuntaban a la prostitución en los bares y restaurantes de Fort-de-France, que las autoridades coloniales consideraban un factor importante de ITS. Como consecuencia, todas las camareras y azafatas debían tener un certificat de non contagiosité válido, fueran prostitutas o no. El objetivo de las autoridades era trasladar toda la prostitución a los burdeles. Las mujeres se resistían a trabajar en los burdeles, por lo que la prostitución se mantuvo en los bares y restaurantes.
Cuando en 1947 entró en vigor la ley Marthe Richard, que prohibía los burdeles, el objetivo de las autoridades de restringir la prostitución a los burdeles fue inalcanzable. El VIH es un problema en la isla. En 1988 se informó de que el 50 % de las trabajadoras del sexo estaban infectadas.
En la actualidad, la prostitución callejera es habitual en el barrio de Terres-Sainville, en Fort-de-France. La mayoría de las prostitutas son inmigrantes de la República Dominicana, Venezuela, Haití, Colombia, Brasil y San Cristóbal y Nieves.

### Mayotte
La prostitución en Mayotte tiene lugar en la carretera de circunvalación y en los pueblos de Mtsapere y Kaweni, en la comuna de Mamoudzou. Muchas de las prostitutas son inmigrantes ilegales de Madagascar y Comoras, que son transportadas a las islas por la noche en embarcaciones kwassa-kwassa. Una zona de Passamainty, también parte de Mamoudzou, utilizada para las drogas y la prostitución, fue destruida por los lugareños en julio de 2016.
La prostitución infantil es un problema en la isla. Algunas niñas, de entre 11 y 15 años, recurren a la prostitución debido a la pobreza de sus familias. Antes de ser destruida por los lugareños, había una zona en Passamainty donde las menores de edad ejercían la prostitución para pagar las drogas. También hay prostitución infantil organizada de niñas traficadas desde Madagascar.

### Reunión
Tras la entrada en vigor en 2003 de la ley francesa que prohíbe la "prostitución pasiva", la prostitución callejera en La Reunión se ha reducido considerablemente. Muchas prostitutas recurren ahora a anuncios clasificados en periódicos como Clicanoo y a Internet. Algunas estudiantes de la Universidad de La Reunión recurren a la prostitución para financiarse sus estudios.
La prostitución callejera sigue existiendo en Saint-Denis, la capital, y en Saint-Pierre, especialmente a lo largo de los muelles. Muchas de las prostitutas son de origen extranjero, en su mayoría de Madagascar (85 %) y Mauricio. A menudo llegan a la isla con un visado turístico de 15 días. Hay pruebas de la existencia de redes de prostitución organizadas que traen a mujeres de Madagascar y Mauricio.

## Colectividades de ultramar

### Polinesia Francesa
La prostitución en la Polinesia Francesa es legal, mientras que los burdeles no lo son. En la capital de la Polinesia Francesa, Papeete, se estimaba que había unas 100 prostitutas trabajando en las calles en 2012. De ellas, el 30 % eran mujeres, el 20 % hombres y el 50 % transexuales (conocidos como raerae).
Cuando Samuel Wallis descubrió Tahití en 1767, comerciaba con los isleños para obtener provisiones frescas. Los polinesios carecían de hierro y las mujeres vendían sexo a cambio de clavos. Wallis tuvo que prohibir el permiso de tierra a la tripulación por temor a que el barco se hundiera al haberse extraído tantos clavos de la estructura. Cuando el capitán James Cook llegó en 1769, el precio había subido de uno a tres clavos. En la tercera visita de Cook, en 1774, la moneda había cambiado de clavos a ropa europea y plumas rojas de loro (consideradas sagradas).

### San Bartolomé
Aunque es una isla pequeña, hay indicios de cierta prostitución.

### San Martín
El crecimiento del turismo a partir de los años 1970 provocó un aumento de la prostitución en San Martín. Aunque fueron prohibidos en 1946 por la Loi de Marthe Richard, los burdeles se toleraron hasta la introducción del nuevo Código Penal en 1991. En su momento, había un hotel, ya cerrado, que servía para los funcionarios estatales y que contaba, según se decía, con prostitutas procedentes de Europa.
A lo largo de los años, mujeres de distintos países han emigrado a la isla para trabajar como prostitutas. Durante los años sesenta eran oriundas de Haití, a las que siguieron las dominicanas en los setenta. A principios de los años noventa llegaron mujeres latinoamericanas de Costa Rica, Venezuela, Colombia y Brasil. Más tarde, en esa misma década, llegaron prostitutas asiáticas, jamaicanas y guyanesas. En la actualidad, la mayoría de las prostitutas proceden de Haití, República Dominicana, Trinidad y Tobago y Jamaica. A pesar de las leyes que prohíben la prostitución, sigue existiendo la prostitución callejera, especialmente en el Quartier-d'Orleans.

### San Pedro y Miquelón
Este archipiélago cercano a Canadá es el único territorio que queda de la antigua Nueva Francia. Los autores Siegfried Borelli y Willy Starck no encontraron indicios de prostitución en las islas, si bien su estudio fue publicado a mediados del siglo XX y no se han realizado más análisis a posteriori.

### Wallis y Futuna
La isla Wallis (también conocida como Uvea), se convirtió en el siglo XIX en un lugar donde los balleneros se detenían para aprovisionarse. Las mujeres de la isla ejercían la prostitución con los marineros. En 1870, Amelia Tokagahahau Aliki, reina de la isla, aprobó un nuevo código legal redactado por el misionero francés Pierre Bataillon. El código incluía multas por prostitución. Las islas de Uvea, Futuna y Sigave se convirtieron en protectorado francés en 1889 y entró en vigor la legislación francesa.
Aunque los tres reyes de las islas, asistidos por un primer ministro y una chefferie, tienen poderes limitados para legislar sobre asuntos locales, las leyes de Francia son aplicables en el país. Entre ellas se encuentran las leyes sobre prostitución, por ejemplo, la prohibición de comprar sexo, la prostitución clandestina, el proxenetismo y los burdeles.

## Territorio de ultramar

### Tierras Australes y Antárticas Francesas
Las Tierras Australes y Antárticas Francesas las conforman islas pequeñas ubicadas frente a la costa de Madagascar, islotes aislados en el sur del Océano Índico y la reclamación de Francia en la Antártida. Las islas están deshabitadas, o escasamente habitadas, por lo que no se conocen datos sobre esta actividad.

## Zonas con estatuto especial

### Nueva Caledonia
Tras el Acuerdo de Numea de 1998, las islas de Nueva Caledonia están pasando de ser una colectividad de ultramar a una nación autónoma. El 12 de diciembre de 2016, el gobierno incorporó a su Código Penal la Ley francesa de junio de 2016 que criminalizaba a los compradores de sexo. Las actividades relacionadas, como la prostitución y el proxenetismo, son ilegales desde 1946.
En mayo de 1940, el ejército francés trajo una gran casa a la capital, Nouméa. La alquilaron a una tal Mme Benitier para que instalara un burdel. Fue reconocida como maison de tolérance y conocida como La Casa Rosa. La casa se hizo popular entre las tropas americanas durante su concentración en el país en 1942. La policía militar y los médicos americanos estaban de servicio en la casa para mantener el orden y evitar la propagación de enfermedades de transmisión sexual.

### Isla de Clipperton
La isla Clipperton, frente a la costa pacífica de México, está deshabitada, por lo que no se ejerce la prostitución.